# Andreas Starck
Andreas Starck (* 6. oder 9. Mai 1552 in Buchholz; † Mai/Juni 1611 Mühlhausen/Thüringen) war ein deutscher Mediziner sowie Stadtarzt in Göttingen, Erfurt und Mühlhausen.

## Leben
Starck wurde in Buchholz als Sohn des Theologen Sebastian Starck (1528–1586) und der Anna Ernst (1532–1574) geboren. Bald nach der Geburt wurde der Vater ins böhmische Falkenau versetzt. Am 16. März 1557 wurde er noch als Knabe an der Universität Leipzig immatrikuliert. 1559 bis 1560 besuchte er die Schule in Nordhausen und wurde anschließend wohl vom Vater unterrichtet. 1562 nahm er den Schulbesuch in Nordhausen wieder auf, den er von 1567 bis 1568 in Halle fortführte. Von September 1568 bis Mai 1572 wurde er an der Klosterschule Ilfeld unterrichtet, an der zu der Zeit Michael Neander (1525–1595) als Rektor wirkte. Am 12. Mai 1572 immatrikulierte er sich an der Universität Jena, an der er wahrscheinlich zunächst philologische Studien betrieb. Im Mai 1574 verließ er Jena, um im Oktober desselben Jahres für zwei Jahre auf die Schule nach Sondershausen zu wechseln.
Es folgte eine Reise nach Straßburg, ein längeres Verweilen im Hause des Vaters, der inzwischen Superintendent in Mühlhausen geworden war, und ab Mai 1577 ein Aufenthalt in Eisleben. Von dort aus begab sich Starck im August desselben Jahres nach Nürnberg zu dem Arzt Joachim Camerarius dem Jüngeren. Offenbar drängte dieser Starck, zurück nach Jena zu gehen, wo er sich Anfang Dezember als Medizinstudent immatrikulierte. Der Aufenthalt in Jena dauerte bis zum Winter des nächsten Jahres.
Ihm schloss sich eine wissenschaftliche Bildungsreise u. a. nach Italien an. Über Verona, Padua, wo er sich am 21. Mai 1579 immatrikulierte, Mantua, Cremona, Mailand, Como, Chur, Zürich und Baden im Kanton Aargau erreichte er am 4. Juni 1580 Basel, wo er sich am 16. Juni immatrikulierte. Knapp zwei Monate später, am 27. August, disputierte er über Theses medicae de aurigine. Daraufhin wurde er am 6. September 1580 in Anwesenheit von Basilius Amerbach als Rektor, Johann Bauhin d. Ä. als Dekan und Felix Platter als Promotor zum Doktor der Medizin promoviert.
Bereits zwei Tage später begab sich Starck auf die Rückreise und erreichte Mühlhausen über Straßburg, Speyer, Worms, Frankfurt und Marburg am 23. September 1580. Am 9. März 1581 immatrikulierte er sich an der Universität Erfurt.
Am 29. Mai 1581 heiratete er in Mühlhausen Barbara Birkner, die Tochter des dortigen Bürgermeisters. 1583 erhielt er den Ruf als Stadtphysikus nach Göttingen, wo er am 8. März 1583 eintraf. In Erfurt war er wahrscheinlich als praktischer Arzt (medicus practicus) tätig, in Göttingen erhielt er nun eine feste Besoldung. Im Oktober 1584 erhielt Starck die Bestallung zum Stadtarzt von Erfurt. Bereits am 27. Oktober verließ er mit seiner Familie Göttingen über Heiligenstadt und Mühlhausen, in Erfurt traf er am 2. November ein. Am 2. März 1586 erwarb der Stadtphysikus das Bürgerrecht in Erfurt und kaufte wenig später das „Haus zum Leoparden“, das er mit seiner Familie bezog.
Als der einzige Professor der Medizin an der Erfurter Universität, Joachim Quernten, im Jahr 1600 starb, übernahm Starck neben dem Physikat auch noch dessen Stelle sowie das Amt des Dekans der medizinischen Fakultät und blieb es bis zu seinem Weggang 1609. Überdies wurde er im Jahr 1600 zum 320. Rektor der Universität gewählt. Die entsprechende Passage aus den Matrikeln lautet in der Übersetzung: „Zum Rektor dieser Akademie erwählt und ernannt bin ich Andreas Starck, Doktor, der Fakultät der Medizin Dekan und vom Erfurter Rat bestallter Medicus, tatsächlich am 25. November in einem feierlichen Akt in Gegenwart des Senats sowohl des akademischen als auch des politischen der Stadt Erfurt in das Amt des Rektors eingeführt und bestätigt“. Starck wurde bescheinigt, dass er sich um das Erfurter Medizinalwesen und die medizinische Fakultät hoch verdient gemacht habe und dass letztere nach seinem Weggang nach Mühlhausen „völlig verwaist“ sei.
Am 31. August 1605 starb Starcks Ehefrau Barbara im Alter von 43 Jahren. Knapp drei Jahre später, am 21. Juni 1608, heiratete er Juditha Ziegler, die Witwe des Erfurter Ratsherren Adolarius Finckelthaus. Am 18. Februar 1609 nahm der Rat der Stadt der Stadt Mühlhausen das Anerbieten und das Gesuch Starcks an, als Physicus ordinarius dorthin zu kommen. Bereits am 3. März wurde seine Bestallungsurkunde ausgefertigt und am selben Tag legte er den Amtseid als Medicus ordinarius ab. Andreas Starck starb im Mai oder Juni 1611 in der thüringischen Stadt, ohne dass hierüber bisher nähere Angaben gemacht werden konnten.

## Werke
- Von der Pestilentz / Kurtzer und einfeltiger Bericht / wie man sich mit Gottes hülffe durch Mittel von jm gnedig geschaffen / dafur bewahren / und die auch heilen möge. Erfurt 1597; Digitalisat über archive.org
- Harmspiegel / darinnen gewiesen wird / das dem Harm und Vrinschawen in Pestilentz Zeit nicht zu trawen sey / vnd solches nicht allein betrieglichen / sondern auch in andern Kranckheiten sehr vngewis vnd gefehrlichen / furnemlich wenn man dorauff allein sol Artzney ordenen. Erfurt 1597
- Krancken Spiegel Das ist Kurtzer Vnterricht / Wie erstlich ein Krancker: Dan ein rechter trewer Artzt / sich beyd / recht vnd Christlich verhalten mögen / Darneben auch / wie in jtziger Pestilentz zeit sich zubewaren / vnnd dem Harm oder Vrinschauen nicht zutrawen sey / Nach ... Theophrasti Paracelsi Lehr vnd meinung. Mülhausen 1598